# Валерфанген
Валерфанген (њем. Wallerfangen) општина је у њемачкој савезној држави Сарланд. Једно је од 13 општинских средишта округа Сарлуис. Према процјени из 2010. у општини је живјело 9.504 становника. Посједује регионалну шифру (AGS) 10044121.

## Географски и демографски подаци
Валерфанген се налази у савезној држави Сарланд у округу Сарлуис. Општина се налази на надморској висини од 182 метра. Површина општине износи 42,2 km². У самом мјесту је, према процјени из 2010. године, живјело 9.504 становника. Просјечна густина становништва износи 225 становника/km².

## Међународна сарадња
| Мјесто | Држава    | Врста сарадње | Од    |
| ------ | --------- | ------------- | ----- |
|        | Француска | партнерство   | 1992. |
| Извор  |           |               |       |